# Ngữ hệ Arawak
Ngữ hệ Arawak, còn gọi là ngữ hệ Maipure, là một ngữ hệ thổ dân Nam Mỹ. Hiện nay ở Nam Mỹ, chỉ Ecuador, Uruguay, và Chile là không có thành phần dân cư nói ngôn ngữ Arawak. Trong lịch sử, ngữ hệ này đã lan rộng đến Trung Mỹ, Caribe và Đại Tây Dương (gồm cả Bahamas). Hiện đang có nghiên cứu cho rằng ngữ hệ Maipure thuộc về một liên ngữ hệ, gọi là Đại Arawak.
Cái tên Maipure được Filippo S. Gilij đặt ra vào năm 1782, theo tên gọi tiếng Maipure ở Venezuela (ngôn ngữ mà ông lấy làm cơ sở so sánh). Một thế kỷ sau đó, cái tên được thay thế theo tên tiếng Arawak, một ngôn ngữ quan trọng hơn về mặt văn hoá. Thuật ngữ Arawak trở nên phổ biến, để rồi được các học giả Bắc Mỹ đặt cho giả thuyết Đại Arawak. Kết quả là từ Maipure "hồi sinh", bây giờ dùng để phân biệt hệ Arawak/Maipure với các nhóm khác trong liên hệ Đại Arawak.

## Phân loại
Việc phân loại hệ Maipure gặp khó khăn vì một số lượng lớn ngôn ngữ đã biến mất hay đang thiếu thông tin. Tuy vậy, ngoài mối quan hệ rõ ràng như giữa các phương ngữ trong một ngôn ngữ, vẫn có những nhánh con thường được chấp nhận. Nhiều phân loại đồng thuận việc chia ngữ hệ này hai nhánh bắc và nam, song không phải ngôn ngữ nào cũng thuộc một trong hai nhánh này. Những nhánh dưới đây được chấp nhận rộng rãi:
- Ta-Maipure = Arawak Caribe / Ta-Arawak = Maipure Caribe,
- Maipure Thượng Amazon = Arawak Bắc Amazon = Maipure Nội địa,
- Maipure Trung = Pareci–Xingu = Paresí–Waurá,
- Piro = Purus,
- Campa = Maipure Tiền Andes.

Trước đây, có sự phân biệt giữa Ta-Arawak và Nu-Arawak, dựa trên tiền tố chỉ ngôi thứ nhất số ít ("tôi"), song sự phân biệt này chẳng có mấy ý nghĩa phân loại: nu- đại diện cho dạng nguyên gốc trong ngôn ngữ Arawak nguyên thủy, ta- là một điểm đổi mới chỉ trong một nhánh của ngữ hệ.